# La Sape

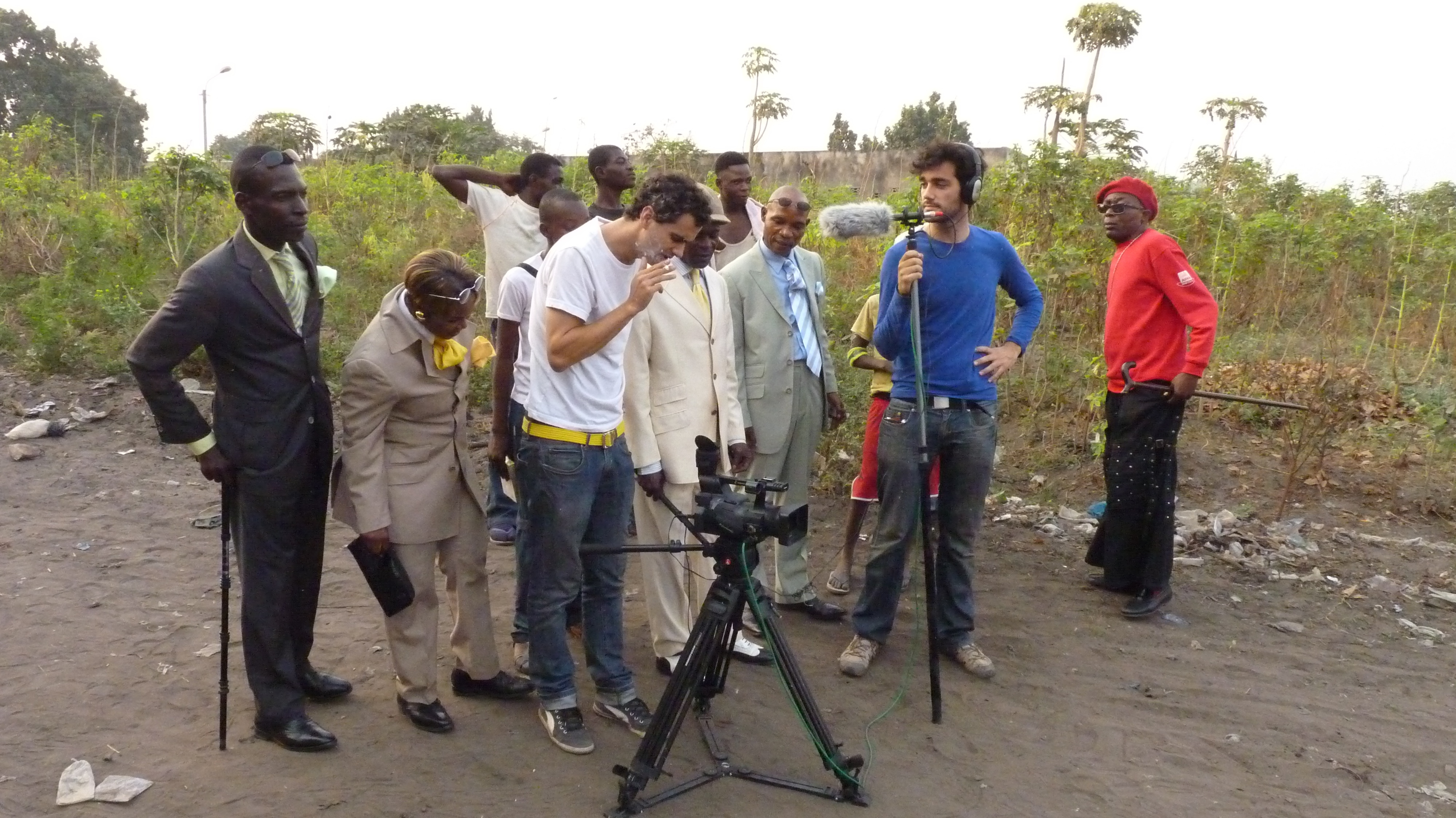
Un gruppo di sapeur durante le riprese di un documentario

La Sape, abbreviazione per la frase: Société des Ambianceurs et des Personnes Élégantes (che in francese significa: La società delle persone creatrici di atmosfera ed eleganti), è un movimento sociale nato a Brazzaville, capitale della Repubblica del Congo. Un aderente alla Sape è chiamato sapeur (che in francese significa anche zappatore).

## Storia
Il movimento abbraccia l'eleganza nello stile e nelle maniere dei dandy dell'era coloniale, come mezzo di resistenza al colonialismo belga. I coloni dandy erano in netto contrasto con l'ambiente in cui vivevano.
Il noto cantante Papa Wemba fu un importante sostenitore di La Sape.